# Élections législatives mauriciennes de 1959
Les élections législatives mauriciennes de 1959 se déroulent le 9 mars 1959. Contrairement aux scrutins de 1948 et 1953, l'intégralité des quarante sièges sont élus au suffrage universel (lors des deux précédents scrutins le gouverneur général désignait une partie des sièges). 
Le Parti travailliste mauricien remporte le scrutin : il obtient 24 des 40 sièges.

## Système électoral
La constitution de 1958 prévoit un conseil législatif de 40 membres élus dans des circonscriptions uninominales. Les électeurs doivent être âgés de 21 ans ou plus. Au total, 208 684 personnes sont inscrites dont 122 310 Indo-Mauriciens non musulmans, 32 866 Indo-Mauriciens musulmans et 3 127 Sino-Mauriciens.

## Résultats
| Parti travailliste mauricien             |         |       | 24 |
| Independent Forward Bloc (IFB)           |         |       | 6  |
| Comité d'action musulman                 |         |       | 5  |
| Parti mauricien social démocrate         |         |       | 3  |
| Indépendants                             |         |       | 2  |
| Votes nuls et blancs                     | 3 174   | –     | –  |
| Total                                    |         |       | 40 |
| Suffrages exprimés                       | 208 684 | 91.32 | –  |
| Source : (en) African Elections Database |         |       |    |